# Ginolhac (Òlt)
Ginolhac (en francès Ginouillac) és un municipi francès situat al departament de l'Òlt i a la regió d'Occitània.

## Demografia
| 1962                                       | 1968 | 1975 | 1982 | 1990 | 1999 | 2007 |
| ------------------------------------------ | ---- | ---- | ---- | ---- | ---- | ---- |
| 115                                        | 143  | 137  | 128  | 130  | 167  | 165  |
| Des de 1962: població sense dobles comptes |      |      |      |      |      |      |

## Administració
| Període   | Identitat          | Partit |
| --------- | ------------------ | ------ |
| 1869-1882 | Antoine Pouzalgues |        |
| 1882-1905 | Auguste Dubreil    |        |
| 1905-1925 | Hilarion Bourdarie |        |
| 1925-1934 | Rémy Pouzalgues    |        |
| 1934-1935 | Auguste Serres     |        |
| 1935-1959 | Paul Faugeron      |        |
| 1959-1983 | Honoré Verdier     |        |
| 1983-     | Claude Bonnasié    |        |